# Де Винченти, Клаудио
Клаудио Де Винченти (итал. Claudio De Vincenti; род. 28 октября 1948, Рим) — итальянский экономист и политик, министр территориального единения и Юга Италии (2016—2018).

## Биография
Преподаватель экономики в Римском университете Ла Сапиенца, сотрудник онлайн-газеты Lavoce.info.
Являлся экономическим советником в правительстве Д’Алема (октябрь 1998 — декабрь 1999) и во втором правительстве Амато с апреля 2000 по июнь 2001 года. Входил в исполнительный комитет фонда NENS (Nuova Economia Nuova Società — «Новая экономика — новое общество»), который в разное время возглавляли Пьер Луиджи Берсани и Винченцо Виско.
29 ноября 2011 года назначен младшим статс-секретарём Министерства экономического развития в правительстве Монти и 2 мая 2013 года сохранил эту должность в правительстве Летта.
28 февраля 2014 года занял кресло заместителя министра экономического развития в правительстве Ренци.
10 апреля 2015 года в том же правительстве перемещён в кресло секретаря аппарата Совета министров, курируя проблемы территориального единения Италии и спорта.
12 декабря 2016 года вступил во вновь созданную должность министра без портфеля по вопросам единения территорий и Юга Италии.

## Труды
- Маркс и Сраффа. Заметки в споре об экономической теории (Marx e Sraffa. Note su un dibattito di teoria economica, Napoli, De Donato, 1978).
- Экономика советского типа. Предприятие, дисбаланс, заказы и цены (L’economia di tipo sovietico. Impresa, disequilibrio, ordini e prezzi, Roma, NIS, 1989).
- Экономика связей. Богатство и занятие в постиндустриальную эпоху — в соавторстве с Алессандро Монтебуньоли (L’economia delle relazioni. Ricchezza e occupazione nell’età postindustriale, con Alessandro Montebugnoli, Roma, Laterza, 1997).
- Введение в макроэкономику (Introduzione alla macroeconomia, Roma, NIS, 1997).
- Реформа регулирования в секторах конкуренции CIPE и министерств (La riforma della regolazione nei settori di competenza del CIPE e dei ministeri, Milano, Franco Angeli, 2002).
- Макроэкономика. Элементная база (Macroeconomia. Elementi di base, Roma, Carocci, 2003).
- Approfondimenti di macroeconomia, Roma, Carocci, 2003.
- La partita doppia del welfare : una base informativa originale per dibattere di tassazione e riforma dell’intervento pubblico : 14º Rapporto CER-SPI, con Corrado Pollastri, Roma, Ediesse, 2004.
- Темы современной макроэкономики. Новые классики против новых кейнсианцев — в соавторстве с Энрико Маркетти (Temi di macroeconomia contemporanea. Nuovi classici vs nuovi keynesiani, con Enrico Marchetti, Roma, Carocci, 2005).
- Le virtù della concorrenza. Regolazione e mercato nei servizi di pubblica utilità, con Adriana Vigneri, Bologna, Il mulino, 2006.
- Idee per l’Italia. Mercato e stato, con Michele Grillo, Milano, F. Brioschi, 2010.
- Manuale di economia politica, con Enrico Saltari e Riccardo Tilli, Roma, Carocci, 2010.
- Fair, robust and sustainable. A recipe for Europes growth, Roma, Fondazione Italianieuropei, 2011.
- La sanità in Italia. Organizzazione, governo, regolazione, mercato, con Renato Finocchi Ghersi e Andrea Tardiola, Bologna, Il mulino, 2011.